# Riseholme
Riseholme är en ort och civil parish i Storbritannien.   Den ligger i grevskapet Lincolnshire och riksdelen England, i den sydöstra delen av landet, 200 km norr om huvudstaden London. Riseholme ligger 41 meter över havet och antalet invånare är 408.
Terrängen runt Riseholme är platt. Runt Riseholme är det ganska tätbefolkat, med 90 invånare per kvadratkilometer. Närmaste större samhälle är Lincoln, 4,3 km söder om Riseholme. Trakten runt Riseholme består till största delen av jordbruksmark.